# マーク・キューバン
マーク・キューバン（Mark Cuban、1958年7月31日 - ）は、アメリカ合衆国の実業家。NBAのダラス・マーベリックスでオーナーを務めていた。

## 経歴
ペンシルベニア州ピッツバーグのブルーカラーの家庭に生まれる。大学には自分自身の稼ぎでピッツバーグ大学に入学した。1年後インディアナ大学ブルーミントン校に転校、1981年にビジネスの理学士号を取得。卒業後テキサス州ダラスに移り、1983年コンピュータコンサルティング会社の MicroSolutions 社を起業。同社は8年で売上3000万ドルを記録する大企業に成長し、1990年の CompuServe への売却で巨万の富を得る。
その売却益をもとに、大学の同窓生であるトッド・ワグナーとともに、インターネットラジオ会社の Audionet（Broadcast.com）社を1995年に設立。同社は1999年に1億ドルの収入を挙げ、同年7月に Yahoo! へ売却し、59億ドル相当の Yahoo! 株式のうちの10億ドル以上を現金化した。
2000年にワグナーとともに 2929 Entertainment 社を設立。2929 Entertainment社は映画制作会社HDNet Filmsや2929 Productions、自主映画配給会社マグノリア・ピクチャーズ、芸術映画館チェーンLandmark Theatresなど多数の企業を傘下に収めるエンタテインメント企業である。2001年9月にはフィリップ・ガービンとともにケーブルテレビや衛星放送経由の高精細度テレビ（HDTV）放送局である HDNet を設立。
2008年11月17日、2004年6月に自らが大株主だったMamma.com Incが新株を発行することを知り、公表前に全保有株を売却したことによって株価下落による約75万ドル超の損失を逃れたとして、インサイダー取引の容疑で証券取引委員会（SEC）に民事提訴された。
2016年1月22日、アメリカで放送されたディズニー・チャンネルのシットコム『ガール・ミーツ・ワールド』シーズン2エピソード27 "Girl Meets Money" に実業家として本人役でゲスト出演している。

## スポーツとの関わり合い

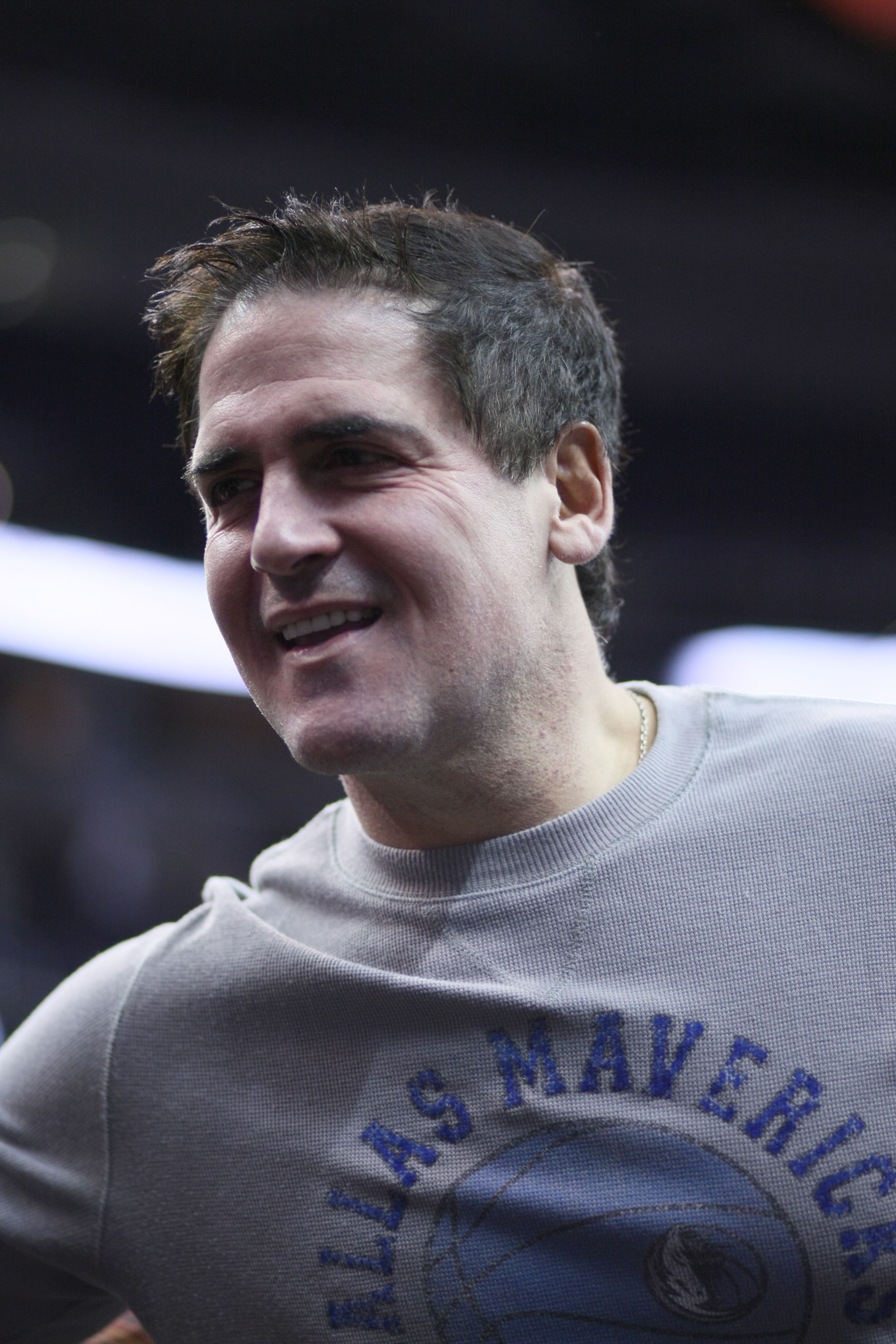
キューバンは2000年、ダラス・マーベリックスのオーナーに就任した。

2000年1月14日に自身が熱烈なファンであった NBA のバスケットボールチーム、ダラス・マーベリックスを2億8500万ドルで買い取り、同チームのオーナーに就任した。
キューバンは豊富な資金力を活かしチームの補強を矢継ぎ早に行い、特に選手への待遇に最善を尽くした。結果チームは活力を取り戻し、低迷していたダラス・マーベリックスを復活させることに成功した。キューバンがチームを買い取るまでの20年間マーベリックスの勝率は40％でプレーオフの成績も21勝32敗であったが、チームを買い取った後の6シーズンのレギュラーシーズンの勝率は69％となり全てプレーオフに進出し、プレーオフでも39勝40敗の成績を残した。2006年にはチーム初のNBAファイナル出場も果たしたが、マイアミ・ヒートに敗れて優勝はならなかった。
これまでのNBAオーナーといえばスカイボックスからゲームを観戦するのが通例であったが、彼はチームジャージを着てファンと共にコートサイドで観戦している。しかし、マブスのオーナーの立場から離れた2024年時点では、アウェイ(ロード)の試合中にはNBAがチームの近くに座って観戦する事を許可しなくなったと述べている。ロードゲームを観戦するために自家用機であるガルフストリーム・エアロスペース社のガルフストリーム Vを利用して移動することもある。
レフェリーに抗議することもしばしばで、2006年までに少なくとも13回、165万ドル以上の罰金をNBAから課せられている。
2005-2006年シーズンにマーベリックスに所属していたマイケル・フィンリーがサンアントニオ・スパーズの選手としてダラスと対戦した際にブーイングキャンペーンを始めた。
2023年11月にはダラス・モーニング・ニュースが、キューバンがマブスの株式をミリアム・アデルソンに売却する手続き中であると報じられ、その後12月27日に、NBAはダラス・マーベリックスの経営権をアデルソン、シヴァン・オッショーン、パトリック・デュモントに売却することを承認した。これによりキューバンはマーベリックスのオーナーを辞する事となったが、2025年時点では少数株主としてチームに携わっている。2024年11月には、マブスのチーム運営に(キューバン自身が)予想していたほど深くは関わっていない状況であると説明した。大騒動に発展したルカ・ドンチッチとアンソニー・デイビスのトレードに関しては、マブスがドンチッチを放出したことに異論はないが、トレードで得られる見返りが不十分であったと述べた。またキューバンは、SNSでドンチッチがトレードされるという情報が投稿される5分前に知ったと明かし、マブスのオーナーを退いた判断について後悔はない事を改めて表明した。
2005年にはNHLのピッツバーグ・ペンギンズを買い取ることも計画し、ピッツバーグ・ポスト＝ガゼットの報道によると2006年にダン・マリーノと共にペンギンズを購入しようとしているグループの一員に加わったことが明らかになった。
彼はまたMLBのピッツバーグ・パイレーツやシカゴ・カブスの購入にも興味を示している。
総合格闘技への興味も公言、2007年にHDNet Fightsを創設したほか、各種大会のスポンサーにもなった。HDNetでは日本の総合格闘技大会「DREAM」「戦極」も放送した。
2009年12月7日にはアメリカのプロレス団体・WWEの看板番組ロウにゲスト出演。番組ホストを勤めた。ちなみにキューバンは2003年のSurvivor Seriesにゲストで登場した際、エリック・ビショフと口論になり、ビショフを突き飛ばすも、後ろから来たランディ・オートンにRKOされた事もある。